# Melozone kieneri
Melozone kieneri е вид птица от семейство Овесаркови (Emberizidae).

## Разпространение
Видът е разпространен в Мексико.